# Britegold
Britegold (ou Brite Gold) est un cultivar de pommier domestique.
Nom botanique: Malus domestica Borkh britegold.

## Origine
Agriculture Canada, ferme expérimentale de Smithfield, Trenton, Ontario.

## Historique
- 1980: mise sur le marché.

## Description
- Usage: pomme à couteau.
- Peau: jaune.
- Calibre: moyen.
- Chair: couleur crème, sucrée, tendre, juteuse.

## Parenté
Cultivar obtenu par sélection de croisements  Sandel x Ottawa 522

## Pollinisation
- Groupe de floraison: B[2].

## Résistances et susceptibilités
- tavelure : résistant.
- Mildiou : résistant.
- Feu bactérien : résistant.

## Culture
- Cueillette : mi-septembre
- Conservation : un bon mois